# No Retreat, No Surrender
No Retreat, No Surrender (prt: Rendição Incondicional; bra: Retroceder Nunca, Render-se Jamais) é um filme honcongo-estadunidense de 1985, dos gêneros drama, ação (cinema), e artes marciais, dirigido por Corey Yuen, com roteiro de See-Yuen Ng e Keith W. Strandberg.
No elenco estão Kurt McKinney, Jean-Claude Van Damme, J.W. Fails, Kathie Sileno e Tai Chung Kim.
Dois anos depois, seria lançado No Retreat, No Surrender 2, mas sem os mesmos protagonistas.

## Sinopse
Jason Stillwell é um jovem aprendiz de artes marciais fã de Bruce Lee, que treina no dojo de seu pai, em Los Angeles.
O pai de Jason, Tom Stillwell, é aliciado por uma organização criminosa que o "convida" a se juntar a ela. Um dia, 3 membros da organização visitam o dojo e, após terem seu convite negado, Tom é atacado por dois lutadores. Tom tem sua perna quebrada por Ivan Krushensky.
A família Stillwell decide se mudar para Seattle, onde pretendem reconstruir a vida. Mas, Jason enfrenta problemas com moradores locais.
Para tentar superar a situação e ter uma revanche com Ivan, Jason contará com a ajuda do espírito de Bruce Lee.